# 水野忠義
水野 忠義（みずの ただよし）は、江戸時代後期の大名。駿河国沼津藩3代藩主。沼津藩水野家10代。官位は従四位下・大和守、出羽守。

## 略歴
寛政4年（1792年）9月26日、2代藩主・水野忠成の三男として江戸浜町屋敷で生まれる。文化5年（1808年）12月11日に従四位下、大和守に叙任する。天保5年（1834年）の父の死去により家督を継ぎ、出羽守に転任した。
藩政においては家臣団統制に苦慮し、尽力した。幕命により天保6年（1835年）8月、江戸城普請に1万両、西の丸修理費用に1万両の提出を命じられるなど、苦しかった藩財政はさらに苦しくなった。
天保13年（1842年）1月19日に江戸外桜田屋敷で死去した。享年51。跡を次男の忠武が継いだ。

## 系譜
父母
- 水野忠成（父）
- 八重姫 ー 水野忠友の娘（母）

正室
- 松平乗寛の娘

側室
- よし ー 松村氏

子女
- 水野惣兵衛（長男）
- 水野忠武（次男）生母はよし（側室）
- 水野忠良（五男）生母はよし（側室）
- 寛心院 ー 土方雄嘉正室
- 水野忠明室